# Paco Herrera
Francisco Herrera Lorenzo (Barcelona, España, 2 de diciembre de 1953), conocido como Paco Herrera, es un exfutbolista y entrenador español.

## Trayectoria
Sus comienzos como futbolista se gestaron en el C. F. Damm, a lo que siguieron quince temporadas como profesional en los siguientes equipos: C. E. Sabadell F. C., Real Sporting de Gijón, Levante U. D. y C. D. Badajoz.
Tras esos años como futbolista, inició su carrera como entrenador de fútbol profesional y como director deportivo de varios equipos, tanto en el ámbito nacional como internacional. Comenzó dirigiendo las categorías inferiores del C. D. Badajoz, con el que ascendió en 1992 a Segunda División. Dos años después, ya compaginaba el trabajo de la secretaría técnica con el de entrenador, y fue entonces cuando se trasladó al C. D. Numancia de Soria, al que regresó después de entrenar al C. P. Mérida, pero ya en Primera División.
Posteriormente, se hizo cargo del Albacete Balompié, el Club Polideportivo Ejido y el R. C. Recreativo de Huelva (logrando una cómoda permanencia con el equipo manchego y el almeriense y siendo destituido tras sólo 11 partidos al mando del conjunto onubense) hasta que pasó a ser ayudante de Rafa Benítez en el Liverpool F. C., con el que ganó la Liga de Campeones, la Supercopa de Europa y la FA Cup. Tras permanecer dos años en el equipo inglés, firmó como director deportivo del R. C. D. Español, cargo que ocupó durante casi tres temporadas.
En febrero de 2009 volvió a su tarea como entrenador profesional, esta vez para hacerse cargo del C. D. Castellón, al que dejó en el sexto lugar de la tabla clasificatoria en la temporada 2008-09.
El 4 de febrero de 2010 pasó a dirigir al Villarreal C. F. "B" en Segunda División después del ascenso de Juan Carlos Garrido al primer equipo en sustitución de Ernesto Valverde. Al término de la campaña 2009-10, en la que clasificó al Villarreal "B" en la séptima posición, firmó un contrato con el R. C. Celta de Vigo el 20 de junio de 2010.
Con el conjunto gallego finalizó la temporada 2010-11 en un sexto puesto que le daba acceso a disputar el play-off de ascenso a Primera División, aunque finalmente fue eliminado por el Granada C. F. tras la tanda de penaltis posterior a la prórroga. Durante la campaña 2011-12 siguió siendo entrenador del Celta de Vigo y logró el ascenso de categoría el 3 de junio de 2012 tras un empate contra el Córdoba C. F., después de una racha de siete victorias con varias goleadas. De ese modo, el equipo vigués regresó a la Primera División habiendo conseguido ser el máximo goleador de la categoría, el menos goleado y con la plantilla más goleadora de la historia del club.
El 18 de febrero de 2013 fue cesado como técnico del Celta, cuando ocupaba la decimoctava posición en la tabla clasificatoria y sumaba veinte puntos. En total, dirigió al conjunto celeste durante 119 partidos en los que cosechó 53 victorias, 29 empates y 37 derrotas.
El 19 de junio de 2013 se anunció su fichaje por el Real Zaragoza de cara a la temporada 2013-14, pero el 17 de marzo de 2014 fue cesado en sus funciones tras una racha de siete partidos sin ganar en los que el Zaragoza había sumado tres puntos de los veintiuno posibles y había caído a la 12.ª posición de la clasificación.
El 3 de julio de 2014 pasó a ser el técnico de la U. D. Las Palmas de cara a la campaña 2014-15, en la que consiguió su segundo ascenso a Primera División como entrenador tras una victoria ante el Real Zaragoza en la última ronda de la promoción de ascenso, celebrada el 21 de junio de 2015. Tras la disputa de la octava jornada de la temporada 2015-16 fue destituido del cargo.
De cara a la temporada 2016-17 firmó un contrato como entrenador del Real Valladolid C. F., del que se desvinculó al término de la misma, tras finalizar como 7.º clasificado con el equipo blanquivioleta.
El 15 de junio de 2017 fue contratado como técnico del Real Sporting de Gijón para las dos siguientes temporadas, aunque fue destituido el 12 de diciembre después de que el equipo sólo consiguiera una victoria en los nueve últimos partidos que dirigió.
El 31 de mayo de 2018 fichó por el Aris Salónica F. C., equipo que lo despidió el 12 de noviembre.
El 16 de noviembre de 2018 regresó a la U. D. Las Palmas en sustitución de Manolo Jiménez, pero fue despedido el 4 de marzo de 2019 después de que el equipo sumara trece puntos en los trece partidos que dirigió.
En julio de 2019 volvió a Inglaterra para formar parte del cuerpo técnico del Birmingham City F. C. dirigido por Pep Clotet.

## Clubes

### Como jugador
| Club                   | País   | Año       |
| ---------------------- | ------ | --------- |
| C. E. Sabadell F. C.   | España | 1972-1974 |
| Real Sporting de Gijón | España | 1974-1977 |
| Levante U. D.          | España | 1977-1979 |
| C. D. Badajoz          | España | 1979-1987 |

### Como entrenador
| Club                       | País   | Año            |
| -------------------------- | ------ | -------------- |
| C. D. Badajoz              | España | 1992-1993 1995 |
| C. D. Numancia de Soria    | España | 1998           |
| C. P. Mérida               | España | 1998-1999      |
| C. D. Numancia de Soria    | España | 2000           |
| Albacete Balompié          | España | 2001-2002      |
| Club Polideportivo Ejido   | España | 2002-2003      |
| R. C. Recreativo de Huelva | España | 2003           |
| C. D. Castellón            | España | 2009           |
| Villarreal C. F. "B"       | España | 2010           |
| R. C. Celta de Vigo        | España | 2010-2013      |
| Real Zaragoza              | España | 2013-2014      |
| U. D. Las Palmas           | España | 2014-2015      |
| Real Valladolid C. F.      | España | 2016-2017      |
| Real Sporting de Gijón     | España | 2017           |
| Aris Salónica F. C.        | Grecia | 2018           |
| U. D. Las Palmas           | España | 2018-2019      |

## Palmarés

### Distinciones individuales
| Distinción                     | Año  |
| ------------------------------ | ---- |
| Premio Extremadura del Deporte | 2008 |
| Premio Ramón Cobo              | 2011 |